# 图莱里 (加利福尼亚州)
图莱里（英文：Tulare），是美国加利福尼亚州图莱里县下属的一座城市。建市于1888年4月5日，面积 大约为20.93平方英里 (54.2平方公里)。根据2010年美国人口普查，该市有人口59,278人。